# Смута годов Дзёкю
Сму́та годо́в Дзёкю́ (яп. 承久の乱 дзё:кю: но ран) — вооружённый конфликт в Японии в период Камакура между императорским двором в Киото под руководством дайдзё тэнно Го-Тоба с одной стороны и Камакурским сёгунатом под руководством сиккэна Ходзё Ёситоки — с другой. Причиной смуты стало полувековое противостояние аристократов и самураев в борьбе за власть в стране, а также существование системы двоевластия — в Киото и Камакуре.
Дзёкю — название эры японского традиционного летосчисления (1219—1222).

## История

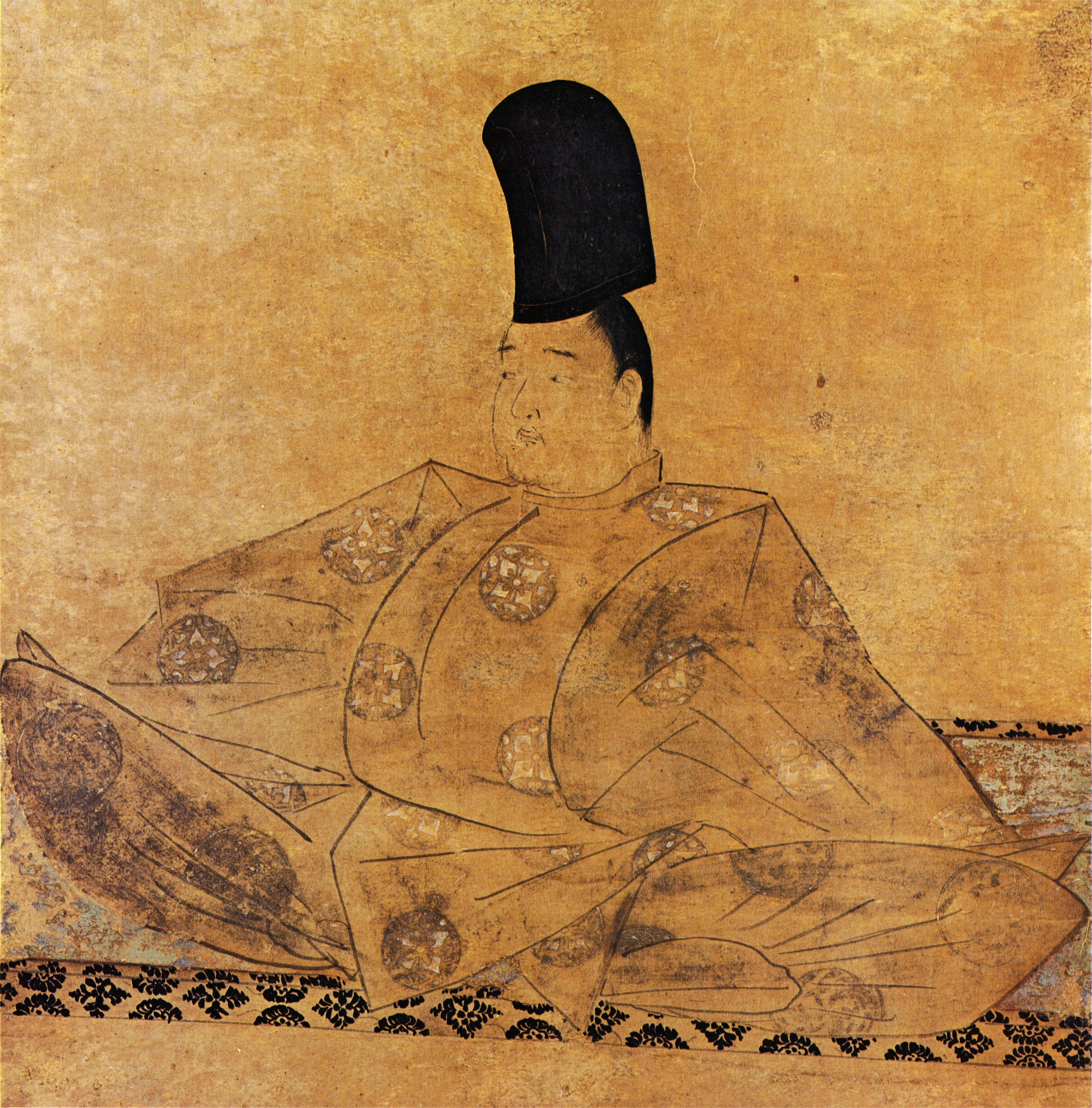
Император Го-Тоба

Конфликт начался в июне 1221 года с созыва бывшим императором Го-Тоба проимператорских войск для свержения сёгуната. Его поддержали бывшие императоры Цутимикадо и Дзюнтоку, столичные аристократы и подавляющее большинство самурайских правителей Западной Японии, влияние Камакурского правительства на которых было слабым. Однако через месяц три армии сёгуната под общим командованием Ходзё Ёситоки разбили все силы императорских войск и заняли столицу Киото.
Самурайское правительство наказало трёх бывших императоров и их сподвижников ссылкой в отдалённые провинции и конфискацией их частных земель. Была проведена ротация кадров на уровне управляющих частными имениями дзито. В Киото была создана должность Рокухарского инспектора, задачей которого стал надзор за императорским двором и самурайскими правителями Западной Японии. Благодаря победе сёгуната авторитет японской аристократии сильно пошатнулся, а самурайское правительство обеспечило себе господствующее положение в Японии.